# Sala Boschereccia (Bologna)
La Sala Boschereccia è una sala decorata a tempera nel 1797 da Vincenzo Martinelli e Giuseppe Valiani.
È situata al secondo piano del Palazzo comunale di Bologna, all'interno delle Collezioni Comunali d'Arte. Misura 8,45 per 7,80 metri, corrispondente a circa 66 metri quadrati.

## Stanze paeseoboscherecce
Fra la fine del '700 e i primi decenni dell'800 nei palazzi nobiliari della Bologna napoleonica, si diffusero le Stanze paese: stanze dipinte caratterizzate da pareti che riproducevano illusionisticamente spazi verdi, ambienti naturali e architetture leggere. A Bologna l'Accademia Clementina, attuale Accademia di Belle Arti, aveva precedentemente promosso una specializzazione nell'ambito della scenografia facendo diventare la città un fertile centro di produzione di questa tipologia di decorazione.
Vincenzo Martinelli, prima di lavorare alla sala Boschereccia di Palazzo Pubblico intorno ai trent'anni aveva già raggiunto una notevole fama come pittore di quadri di paesaggio, di apparati effimeri e scenografie per i teatri cittadini.
A Bologna, oltre alla Sala Boschereccia di Palazzo d'Accursio, si segnalano altre stanze paese, ad esempio quella di Palazzo Hercolani ad opera di Rodolfo Fantuzzi, e quella di Palazzo Aldini Sanguinetti, ora sede del Museo internazionale e biblioteca della musica, ad opera di Vincenzo Martinelli e Pelagio Palagi.

## La Boschereccia di Palazzo d'Accursio
La Boschereccia delle Collezioni Comunali d'Arte, opera di Vincenzo Martinelli e Giuseppe Valiani,  è situata al secondo piano, all'interno di quello che fu l'appartamento invernale del cardinal Legato. È una sala "completamente decorata a tempera con alberi alle pareti e piante nella volta che assume l'aspetto di un pergolato ove, al centro, nel cielo appare Flora dea italica della primavera. Delle fontane allietano il quadro verde e non mancano sfondi lacustri, giuochi di putti alati, fiori, uccelli".
È uno spazio la cui funzione risponde al desiderio di soggiornare in un "giardino d'inverno", di avere un luogo di svago e ricreazione all'interno dell'abitazione. Solitamente le boscherecce erano situate al pian terreno, contigue al giardino; in questo caso, invece la stanza si affaccia su uno spazio, nel quale oggi sorge la Biblioteca Sala Borsa, che al tempo della decorazione era occupato dall'orto dei semplici o giardino botanico: in questo modo era stata creata l'abituale continuità fra il giardino d'inverno e il giardino vero e proprio. 
Al centro di questa sala delle Collezioni Comunali d'Arte è esposto l'Apollino del Canova, statua in marmo realizzata nel 1797. 

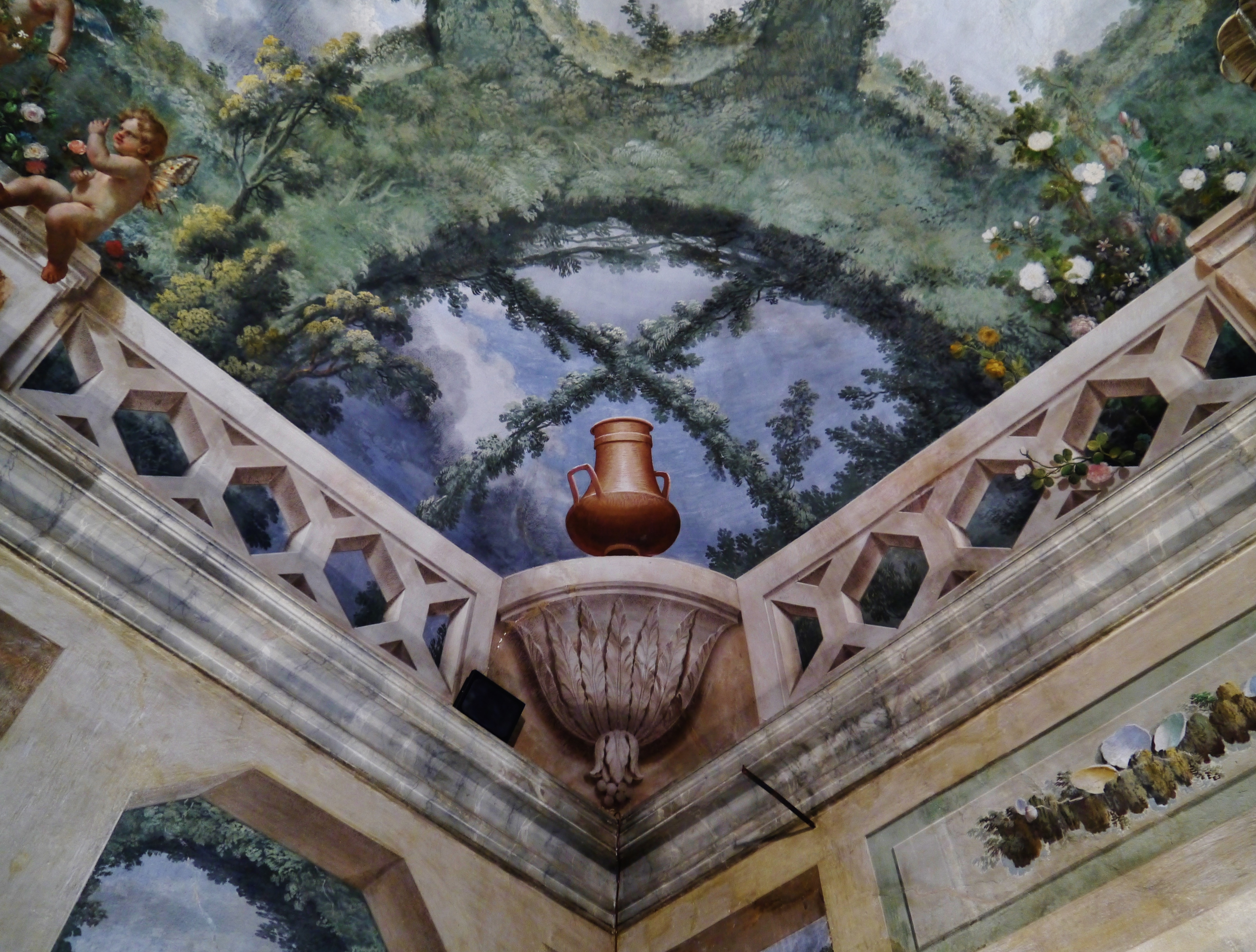
Dettaglio del soffitto
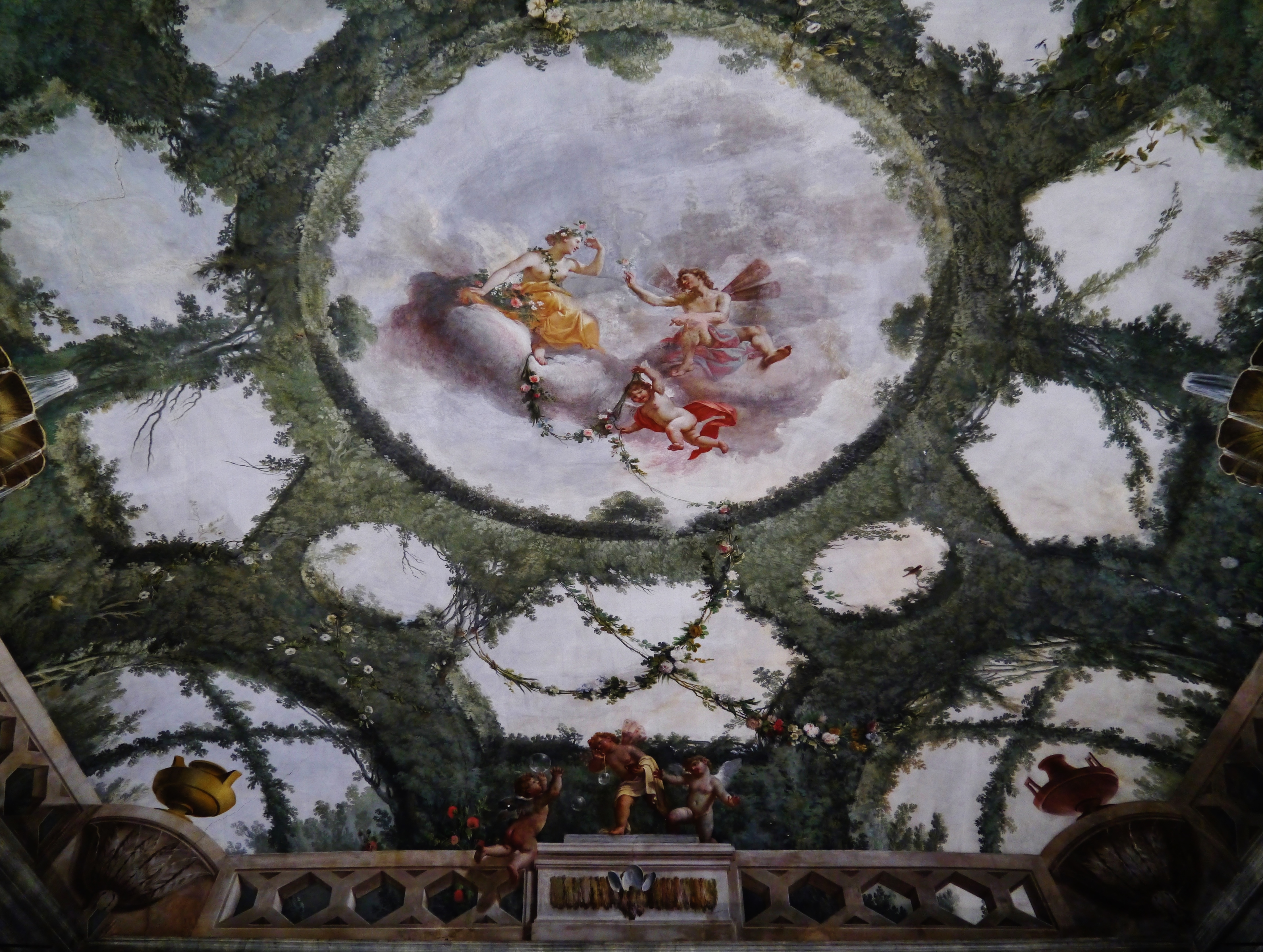
Dettaglio del soffitto
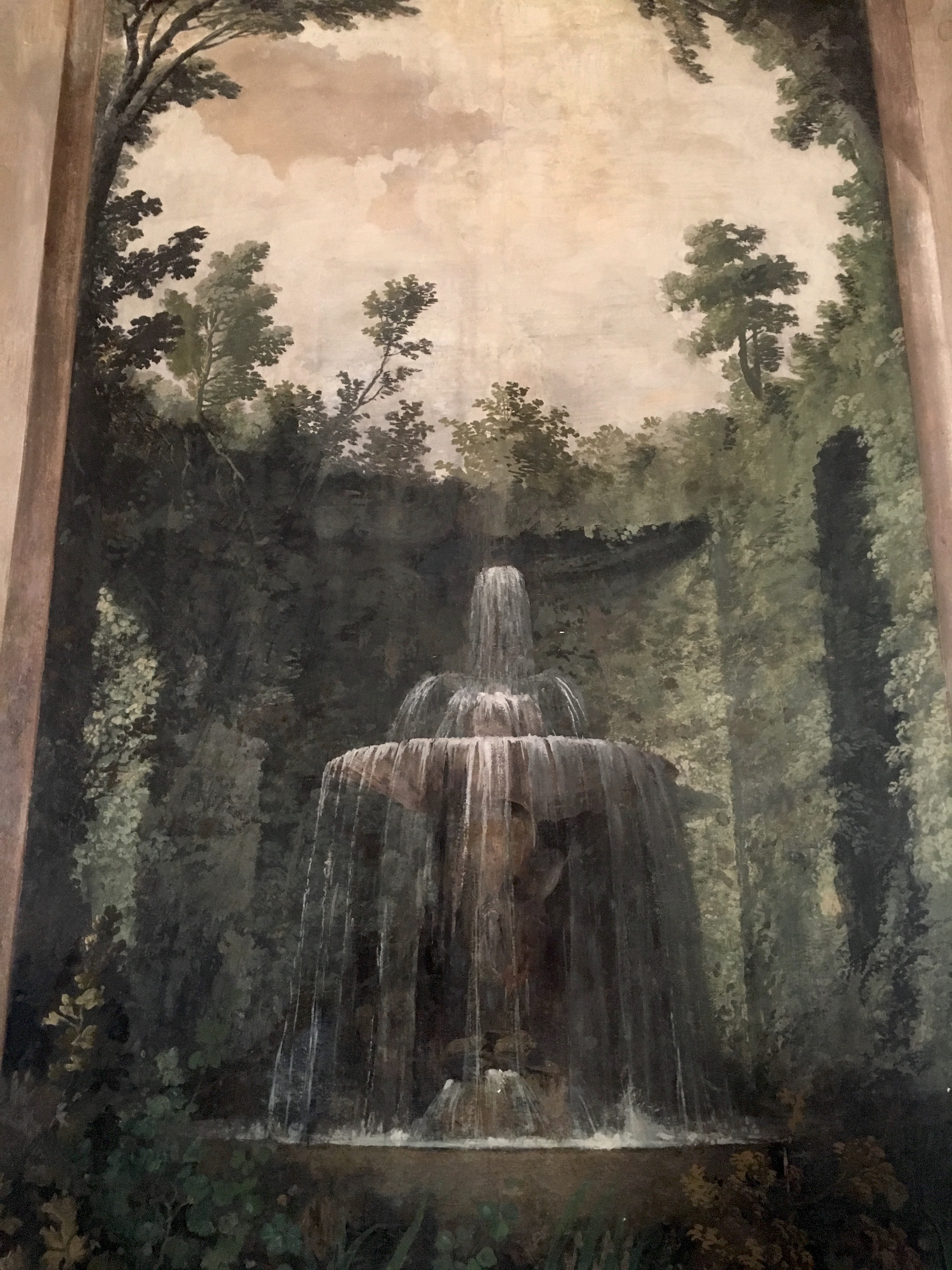
Dettaglio della parete, fontana
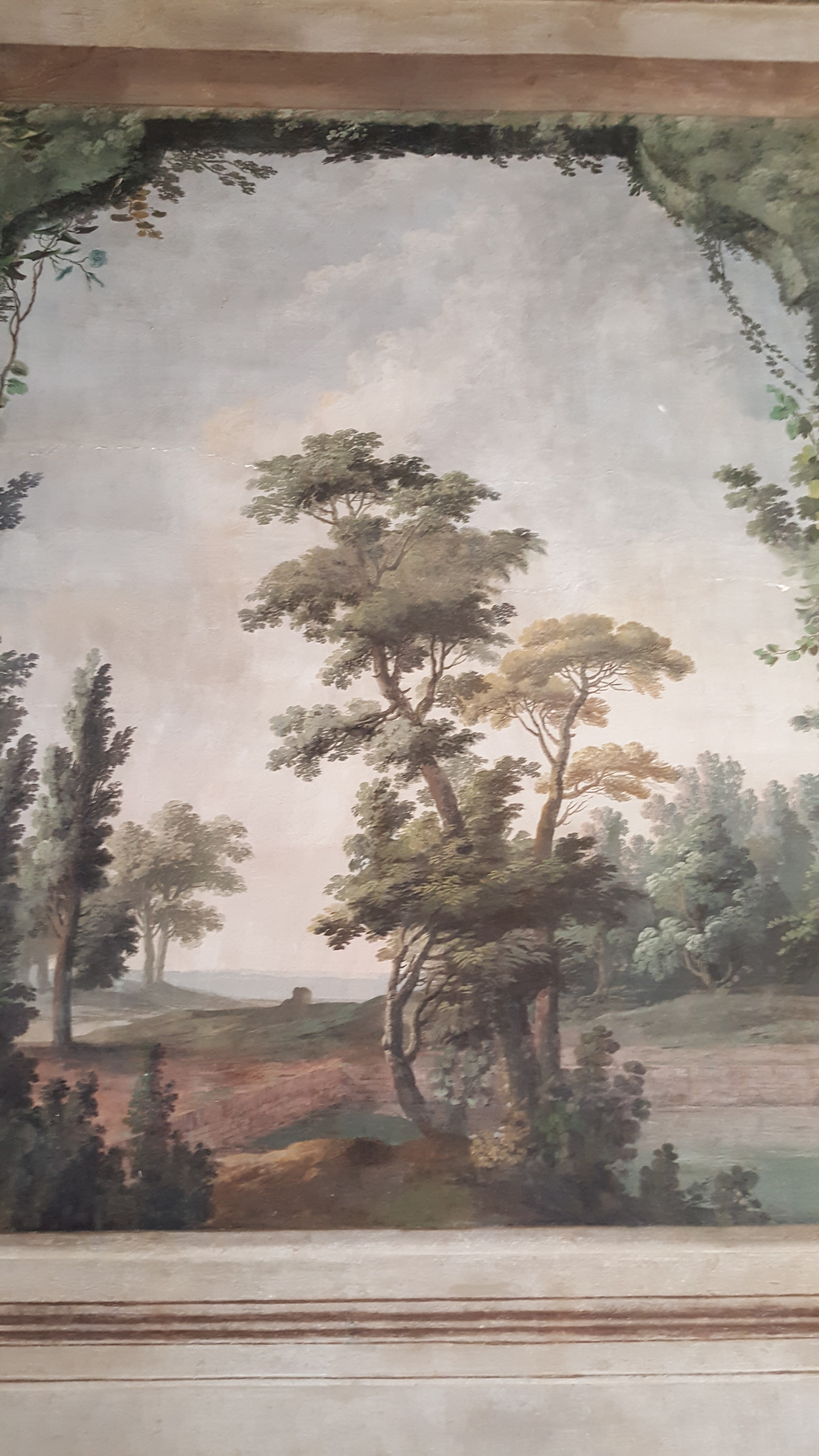
Dettaglio della parete, paesaggio con alberi
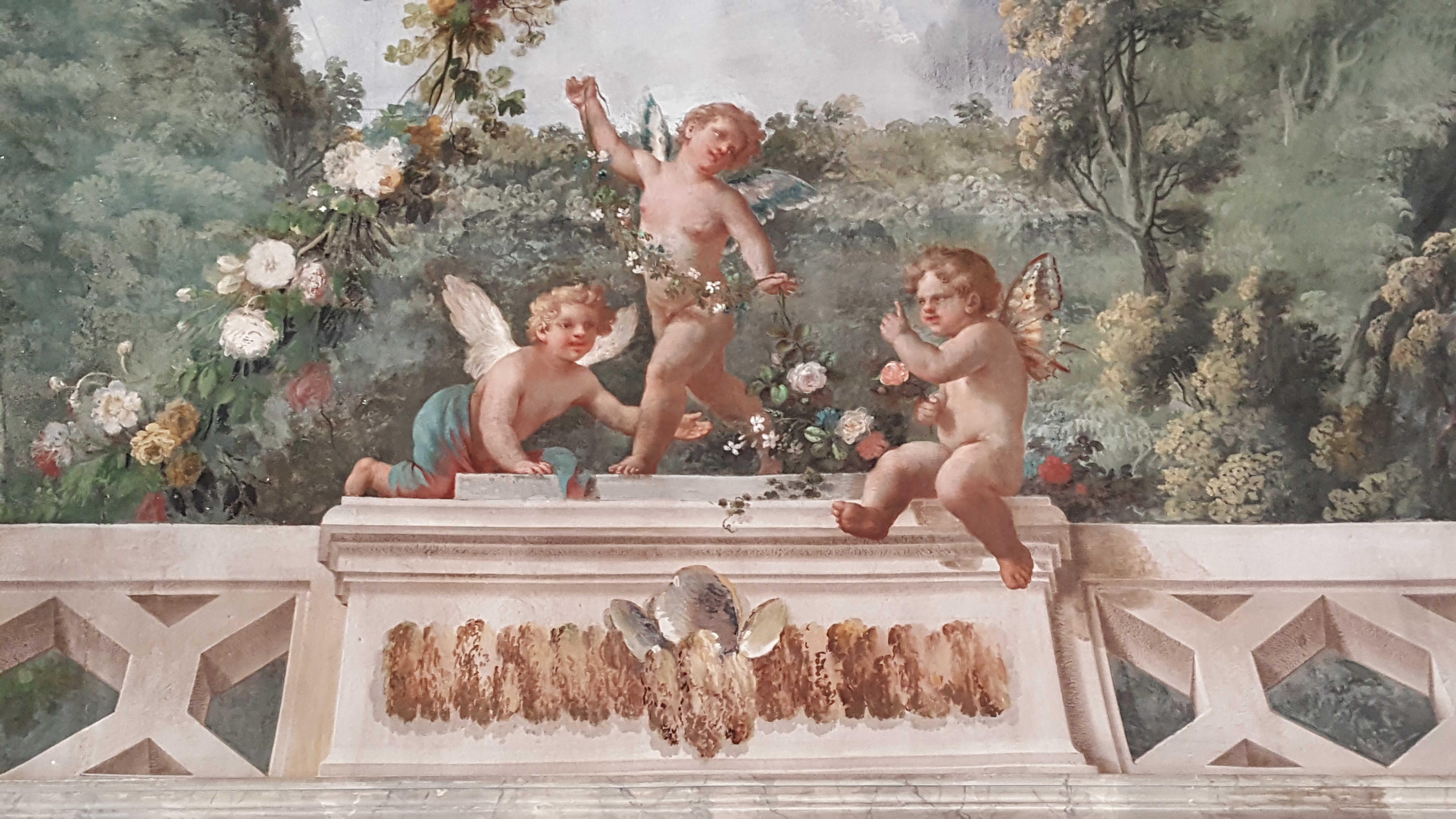
Dettaglio della parete, putti